# Metopa derjugini
Metopa derjugini är en kräftdjursart som beskrevs av Gurjanova 1948. Metopa derjugini ingår i släktet Metopa och familjen Stenothoidae. Inga underarter finns listade i Catalogue of Life.